# ناحیه خلیج میلز، میشیگان
ناحیه خلیج میلز (به انگلیسی: Bay Mills Township) یک منطقهٔ مسکونی در ایالات متحده آمریکا است که در شهرستان چیپوا، میشیگان واقع شده‌است.
 ناحیه خلیج میلز ۲۵۳٫۷ کیلومتر مربع مساحت و ۱٬۴۷۷ نفر جمعیت دارد و ۱۹۱ متر بالاتر از سطح دریا واقع شده‌است.